# Reinhard Keiser
Pour les articles homonymes, voir Keiser.
Reinhard Keiser — baptisé le 12 janvier 1674 à Teuchern en Saxe-Anhalt ; mort le 12 septembre 1739 à Hambourg — est un compositeur allemand de musique baroque.

## Biographie
Fils de l'organiste et instituteur Gottfried Keiser (né vers 1650) de Teuchern, Reinhard passe son enfance dans sa ville natale et reçoit l'instruction de divers organistes de Teuchern. À l'âge de onze ans, il quitte sa famille pour entrer à la Thomasschule zu Leipzig, où il a comme maîtres Johann Schelle et Johann Kuhnau, prédécesseur direct de Johann Sebastian Bach.
En 1694, Keiser devient compositeur de chambre à la cour du duc de Brunswick-Wolfenbüttel, mais il était probablement déjà sur les lieux dès 1692 pour étudier l'opéra. Depuis 1691, la ville de Brunswick possédait une salle d'opéra de 1 200 places, dans laquelle on avait interprété son opéra Procris und Cephalus ; par ailleurs, la même année, son opéra Basilius avait été donné à Hambourg — de cette représentation, le musicologue Johann Mattheson notait : « Basilus fut reçu avec grand succès et applaudissement. »
En 1697 Keiser s'installe définitivement à Hambourg, pour devenir maître de chapelle à l'opéra am Gänsemarkt. Débute alors une période fructueuse où il compose de nombreuses œuvres pour les besoins de la ville. À côté des opéras, d'autres œuvres voient le jour : des arias, des duos, des cantates, des sérénades, de la musique d'église et de grands oratorios, de la musique de chambre et des suites pour orchestre.
De 1703 à 1709, Keiser assure la direction de la Oper am Gänsemarkt, institution publique à but commercial, contrairement aux opéras de cour dont les spectateurs sont invités privilégiés. Deux à trois représentations y sont données chaque semaine. L'un de ses plus prestigieux successeurs sera Georg Philipp Telemann, entre 1722 et 1738.
Les thèmes des opéras de Keiser sont généralement tirés de la mythologie gréco-romaine, conformément à l'usage qui prévaut encore— plus de 20 librettistes travaillent successivement pour lui. Parmi plus de 70 opéras qu'il a composés, huit ont été intégralement conservés.
Parmi les personnalités attachées à la Gänsemarkt Oper, on compte cinq musiciens de grand renom. 
- Reinhard Keiser - compositeur, maître de chapelle et directeur ;
- Johann Mattheson - compositeur, chanteur et claveciniste ;
- Gottfried Grünewald - chanteur ;
- À partir de 1703 Georg Friedrich Haendel - deuxième violon, claveciniste, et par la suite, compositeur ;
- Christoph Graupner - claveciniste et compositeur.

Il convient de citer également les oratorios de Keiser, dont seulement trois nous sont restés : la Brockes-Passion, Der zum Tode verurteilte und gekreuzigte Jesus et la passion selon Saint Marc. Cette dernière fut copiée par Johann Sebastian Bach en 1713 à Weimar et interprétée à Leipzig en 1726. C'est pour cette raison que la recherche musicale a longtemps attribué cette œuvre au Thomaskantor.
En 1718, à cause de l'état désolé de la Gänsemarkt-Oper, Keiser quitte Hambourg pour chercher un autre emploi. Pour cela, il se rend en Thuringe, mais peu après, on le trouve à la cour de Stuttgart. De cette période existent trois manuscrits de sonates en trio pour flûte, violon et basse continue. Pendant l'été 1721, Keiser est de retour à Hambourg, mais à peine quelques semaines plus tard, il se rend à Copenhague avec une troupe d'opéra hambourgeoise. Cet exil si rapide de Hambourg s'explique probablement par l'influence grandissante de Georg Philipp Telemann, engagé pendant l'absence de Keiser par le magistrat de la cité hanséatique. Entre 1721 et 1727, Keiser voyage régulièrement entre Hambourg et Copenhague, et reçoit le titre de Maître de la Chapelle royale danoise.
Après la dissolution de la troupe d'opéra, Keiser s'installe de nouveau à Hambourg, mais, à cause des changements de mode, il éprouve des difficultés à reproduire les succès du passé. Trois opéras de la période entre 1722 et 1734 nous sont parvenus. Les relations personnelles avec Telemann sont assez bonnes, Telemann programmant plusieurs représentations des opéras de Keiser.
Au moment où Mattheson est atteint de surdité, Keiser lui succède au poste de cantor de la cathédrale (Domkantor). Ici, son travail compositionnel est surtout centré sur les besoins de l'église.

## Teuchern
Vers la fin du XVIIe siècle, la petite ville de Teuchern joue un rôle surprenant dans la vie musicale. À côté de Reinhard Keiser, deux autres musiciens célèbres y sont nés : l'organiste Johann Christian Schieferdecker, qui prend le poste de Dietrich Buxtehude à Lübeck, et Johann David Heinichen, maître de chapelle du roi de Saxe à Dresde. En son souvenir, la maison natale de Keiser abrite un musée.

## Liste partielle des opéras
- Der königliche Schäfer oder Basilius in Arkadien (1693 Brunswick)
- Cephalus und Procris (1694 Brunswick)
- Der geliebte Adonis (1697)
- Der bei dem allgemeinen Welt-Frieden von dem Großen Augustus geschlossene Tempel des Janus (1698)
- Die wunderbar errettete Iphigenia (1699)
- Die Verbindung des großen Herkules mit der schönen Hebe (1699)
- La forza della virtù oder Die Macht der Tugend (1700)
- Störtebeker und Jödge Michels (2 Teile, 1701;)
- Die sterbende Eurydice oder Orpheus (2 Teile, 1702)
- Die verdammte Staat-Sucht, oder Der verführte Claudius (1703)
- Der gestürzte und wieder erhöhte Nebukadnezar, König zu Babylon(1704)
- Die römische Unruhe oder Die edelmütige Octavia (1705)
- Die kleinmütige Selbst-Mörderin Lucretia oder Die Staats-Torheit des Brutus (1705)
- Die neapolitanische Fischer-Empörung oder Masaniello furioso (1706)
- Der angenehme Betrug oder Der Carneval von Venedig (1707)
- La forza dell'amore oder Die von Paris entführte Helena (1709)
- Desiderius, König der Langobarden (1709)
- Der durch den Fall des großen Pompejus erhöhete Julius Caesar (1710)
- Der hochmütige, gestürzte und wieder erhabene Croesus (1710, Neufassung 1730)
- L'inganno fedele  (1714)
- Fredegunda (1715)
- L'Amore verso la patria oder Der sterbende Cato (1715)
- Das zerstörte Troja oder Der durch den Tod Helenens versöhnte Achilles (1716)
- Die großmütige Tomyris (1717)
- Jobates et Bellerophon (1717)
- Ulysses (1722 Copenhague)
- Bretislaus oder Die siegende Beständigkeit (1725)
- Der lächerliche Prinz Jodelet (1726)
- Lucius Verus oder Die siegende Treue (1728)

## Musique instrumentale
- 2 Sonates en trio (en sol majeur et fa majeur)
- 1 Concerto pour flûte